# Endoplasmatisch reticulum
| Celbiologie |
| De dierlijke cel |
| --- |
| Animal Cell |
| Componenten van een dierlijke cel: 1. Nucleolus 2. Celkern 3. Ribosoom (blauwe puntjes) 4. Vesikel 5. Ruw endoplasmatisch reticulum 6. Golgicomplex 7. Cytoskelet 8. Glad endoplasmatisch reticulum 9. Mitochondrion 10. Vacuole 11. Cytosol 12. Lysosoom 13. Centrosoom 14. Celmembraan |
| Portaal Biologie |

Het endoplasmatisch reticulum (ER) of reticulum endoplasmaticum is een netwerk (reticulum) van membranen dat gelegen is in het cytoplasma van een eukaryote cel. Het bestaat uit twee dicht tegen elkaar liggende membranen waartussen holten en kanalen worden gevormd. Het is afgescheiden van de rest van de cel door een membraan met dezelfde structuur als de celmembraan. Een theorie is dat het endoplasmatisch reticulum ontstaan is door instulping van de celmembraan. Aanwijzing hiervoor is onder andere dat de eiwitsamenstelling van de binnenzijde van het endoplasmatisch reticulum overeenstemt met die van de buitenzijde van de celmembraan.

## Ruw endoplasmatisch reticulum
Het ruw endoplasmatisch reticulum (Engels: rough ER, RER) herbergt de ribosomen en heeft daardoor een belangrijke rol in de eiwitvorming (eiwitsynthese) in de cel. Ook heeft het een rol in het transport van stoffen in de cel, met name is het belangrijk voor het verzamelen van eiwitten die naar het golgiapparaat vervoerd moeten worden. Dit is eigenlijk de hoofdfunctie van het endoplasmatisch reticulum.
Het ruw endoplasmatisch reticulum dankt zijn naam aan het ruwe uiterlijk onder de elektronenmicroscoop, dat veroorzaakt wordt door de vele ribosomen die op het buitenoppervlak zijn aangehecht.

Alle aangehechte ribosomen zijn verbonden met de binnenzijde van het endoplasmatisch reticulum door een porie-eiwit. Wanneer een van deze ribosomen een mRNA-streng ontvangt, wordt de door translatie gevormde peptideketen via het porie-eiwit het endoplasmatisch reticulum ingeleid. Pas daarna wordt het eiwit tot zijn uiteindelijke vorm gevouwen.

## Glad endoplasmatisch reticulum
Het glad ER (Engels: smooth ER, SER) is een variant van het endoplasmatisch reticulum dat voornamelijk dient om stoffen vanuit het ruw endoplasmatisch reticulum te vervoeren naar het golgiapparaat. Het bevindt zich dan ook vaak tussen zones met ruw endoplasmatisch reticulum en het golgiapparaat. Andere functies van het glad endoplasmatisch reticulum zijn het opslaan van calciumionen, de synthese van lipiden, fosfolipiden en de detoxificatie van drugs, alcohol en andere gifstoffen (met name in levercellen). Het glad endoplasmatisch reticulum komt daarom goed ontwikkeld voor in de bijnierschors (voor de productie van steroidhormonen), leverparenchym en spiercellen (waar ze een rol spelen in het contractieproces, het zogenaamde sarcoplasmatisch reticulum).

## Sarcoplasmatisch reticulum
Het sarcoplasmatisch reticulum (SR) wordt gewoonlijk beschouwd als een gespecialiseerde vorm van (glad) endoplasmatisch reticulum die aanwezig is in dwarsgestreept spierweefsel. Het is nog niet zeker of er naast het sarcoplasmatisch reticulum nog ander endoplasmatisch reticulum in spiercellen aanwezig is.
Een belangrijke functie van het sarcoplasmatisch reticulum is het opnemen van calciumionen, om deze snel los te laten op het moment dat de cel een actiepotentiaal genereert. Het opnemen van calcium is een actief proces dat energie kost, en wordt uitgevoerd door de sarcoplasmatische calciumpomp (SERCA). In het SR worden de ionen opgeslagen door ze aan specifieke "buffers" te binden. Het loslaten van de calciumionen gebeurt door IP3-receptoren en ryanodinereceptoren. In spiercellen dient het losgelaten calcium om de samentrekking van de cel mogelijk te maken.